# 賀綾聲
賀綾聲（1981年—），澳門詩人、專欄作家、業餘攝影師，澳門別有天詩社（網絡）創辦人之一。

## 生平
賀綾聲2004年畢業於澳門大學中文系。現為澳門筆會理事、澳門別有天詩社副監事長。從2010年起擔任澳門文化局的年度澳門文學作品選編委。曾任澳門文化局文化講堂導師、澳門文學雜誌《澳門筆匯》主編。
賀綾聲自2001年開始創作新詩，作品散見於《澳門日報》、《華僑報》、《中西詩歌》，內地的《詩歌月刊》、《上海詩人》、《2012,2013年中國散文詩人作品選》、《海峽詩人》、《星星詩刊》港澳台詩人“12家之一”，台灣的《創世紀》、《台灣詩學》、《乾坤詩刊》，香港的《虛詞/無形》、《聲韻》等，詩作《無伴奏的起點》入選2004年台灣文學年鑑，散文詩入選《2016中國年度作品散文詩》、《2016北岳中國文學年選散文詩選粹》，《2015青年詩歌年鑑》。曾獲多屆澳門文學獎新詩組冠、亞、季軍。2015年獲廣東民間詩刊《綠蔭詩報》年度詩人獎；獲首屆淮澳兩地“漂母杯”散文詩歌大賽一等獎。2019年獲新性靈主義首屆新詩奬季軍。
近年，賀綾聲熱衷於攝影創作，及將文學融入各領域的多媒體創作，曾舉辦詩歌與影像結合的“》在M城──詩＋攝影”賀綾聲個人攝影展（2011年，澳門塔石青年展藝館；並於2012年2月移師澳門培正中學展出），“我城、他城──Veeka x賀綾聲”雙人攝影展（2012年，瘋堂十號創意園），“光影五重奏──澳門詩人”攝影展 （2013年，澳門筆會會址）。2013年與本澳著名小說家陸奧雷，陸續以「陸奧雷 x 賀綾聲」／「賀綾聲 x 陸奧雷」為品牌發表多媒體短片《片段‧遇見》（2013年，與設計人Lavinia Che合作）、《出走》（2013年，與手作人Natalie Pun合作）、《別有天詩社──詩人之夜2014》、文學宣傳片《澳門文學地圖1、2》（2014），2015年統籌及策劃陸奧雷短篇小說改編微電影《幸福來電》(與澳門年輕導演陳雅莉合作)。2017年獲台灣印刻文學生活誌邀請，出席2017亞洲詩歌節。2019年獲東莞市文化館邀請，出席“聆聽——2019東莞鰜魚洲新年詩會”。
除個人創作外，賀綾聲也曾於澳門書展及中學主講多個與文學相關的講座。

## 作品
詩集《時刻如此安靜》（2005年，自資出版）、《南灣湖畔的天使們》（2007年，澳門日報出版社出版）、詩歌攝影合集《遇見》（2013年，澳門日報出版社出版）、《如果愛情像詩般閱讀》(中國作家出版社出版,2014年)、《所以悲哀是眼睛,喜歡光(中英譯本》(2017年,澳門故事協會出版)，散文集《片段》（2014年，澳門故事協會出版）、插畫散文集《她說，陰天快樂》（2019，澳門故事協會出版），攝影故事詩集《待天空藍起時》（2020，獨立出版）；合著作品包括《彩繪集》、《迷路人的字母》（別有天詩社出版）、《港澳台八十後詩人選集》等。